# هاري غوردون (كاتب)
هاري غوردون (بالإنجليزية: Harry Gordon)‏ هو صحفي وكاتب أسترالي، ولد في 9 نوفمبر 1925، وتوفي في يناير 2015.

## روابط خارجية
- هاري غوردون على موقع أوليمبيديا (الإنجليزية)
- هاري غوردون على موقع قاعة أستراليا للمشاهير الرياضية (الإنجليزية)